# Mrduja
Mrduja este o arie protejată (sit de importanță comunitară — SCI) din Croația întinsă pe o suprafață de 82,48 ha, integral marine.

## Localizare
Centrul sitului Mrduja este situat la coordonatele 43°19′26″N 16°24′29″E / 43.324°N 16.408°E.

## Înființare
Situl Mrduja a fost declarat sit de importanță comunitară în iulie 2013 pentru a proteja un număr necunoscut de specii din flora spontană și fauna sălbatică aflate în arealul zonei.

## Biodiversitate
Situată în ecoregiunea marină mediteraneană, aria protejată conține 3 habitate naturale: Recifuri, Straturi cu Posidonia (Posidonion oceanicae), Peșteri marine scufundate complet sau parțial.
La baza desemnării sitului se află un număr nedeclarat de specii protejate.